# Canta Canalla
Canta Canalla és un grup de música infantil de València creat l'any 2018. Està format per Eduard Marco, Ferran Bataller, Paco Arroyo, Carme Laguarda i Javi Vega.
La formació naix el 2018, any en què publiquen el seu primer treball, que té el mateix nom que el grup. El seu segon disc, Revolucions per Menuts, va ser publicat el setembre del 2019. L'estiu de l'any 2021, publicaren la cançó, videoclip i videojoc Patacona, dedicada a la platja d'Alboraia, i on feien pedagogia sobre la importància de tindre cura del medi ambient.